# Józef Padlewski
Józef Tadeusz Padlewski herbu Ślepowron (ur. 25 stycznia?/6 lutego 1863 w Odessie, zm. 16 czerwca 1943 w Warszawie) – polski architekt.

## Życiorys
Studiował w Instytucie Inżynierów Cywilnych (1891) i Akademii Sztuk Pięknych w Petersburgu (1895), wykładał rysunek i budownictwo na Politechnice i Instytucie Technologicznym w Petersburgu. Po studiach Padlewski został przydzielony do Departamentu Handlu i Manufaktur Ministerstwa Finansów. W latach 1899–1905 był członkiem grupy autorskiej zatrudnionej przy budowie olbrzymiego kompleksu Petersburskiego Instytutu Politechnicznego. W latach 1908–1909 wykonał modernistyczny Dom Handlowy Gwardyjskiego Towarzystwa Gospodarczego w Petersburgu. W latach 1907–1913 zbudował w stylu neoromańskim istniejący do dziś katolicki kościół Podwyższenia Krzyża Świętego w Wołogdzie.
Po powrocie do Polski rozpoczął pracę na stanowisku kierownika działu budownictwa w Ministerstwie Komunikacji. Jego projekty z okresu polskiego powstawały na zamówienie tego resortu. Były to: projekt budynku mieszkalnego dla pracowników ministerstwa na Ochocie przy ul. Uniwersyteckiej 5, gdzie mieszkał z rodziną aż do przejścia na emeryturę w 1930, oraz letnia willa w Hallerowie (obecnie w granicach Władysławowa) dla członków spółdzielni mieszkalnej ministerstwa (1928).
Po 1930 przeprowadził się z żoną do Wejherowa, pozostawiając warszawskie mieszkanie synowi. W 1939, krótko przed rozpoczęciem II wojny światowej, wrócił do Warszawy, gdzie zmarł 6 czerwca 1943. Został pochowany został na cmentarzu w Wilanowie w grobowcu rodzinnym.

## Rodzina
Syn Włodzimierza Romualda (1815–1886), brat Leona Juliana, polskiego bakteriologa, ojciec Włodzimierza (1904–2007), polskiego architekta. Żoną była Olga z domu Reichardt (1873–1941), malarka.